# Бесе (Лоара)
Бесе (фр. Bessey) је насељено место у Француској у региону Рона-Алпи, у департману Лоара.
По подацима из 2011. године у општини је живело 395 становника, а густина насељености је износила 63,3 становника/km².

## Демографија
| 1962. | 1968. | 1975. | 1982. | 1990. | 2011. |
| ----- | ----- | ----- | ----- | ----- | ----- |
| 239   | 229   | 235   | 226   | 263   | 395   |